# Sunninghill and Ascot
Sunninghill and Ascot är en civil parish i Storbritannien.   Den ligger i kommunen Windsor and Maidenhead i riksdelen England, i den södra delen av landet, 40 km väster om huvudstaden London.